# Państwo liberalno-demokratyczne
Państwo liberalno-demokratyczne – polityczna organizacja społeczeństwa kapitalistycznego zapewniająca minimum demokracji dla społeczeństwa oraz minimum wolności jednostek. Charakteryzuje się wykształceniem struktur społeczeństwa obywatelskiego lub inaczej mówiąc społeczeństwa otwartego.
Państwo liberalno-demokratyczne to jeden z etapów państwa na drodze rozwoju państwa kapitalistycznego, występuje głównie w krajach Europy Zachodniej i Ameryki Północnej. Cechą charakterystyczną dla tego państwa jest wysoki stopień nowoczesności produkcji opartej na nowych odkryciach nauki i techniki, wysoki wzrost gospodarczy, lepsze warunki bytu ludności, stabilny system polityczny, istnienie mechanizmów pozwalających na radzenie sobie z konfliktami społecznymi. Dominuje własność prywatna środków produkcji i wolna konkurencja. Państwo znacznie angażuje się w życie gospodarcze (interwencjonizm gospodarczy), życie kulturalne i społeczne przez rozwinięcie systemu opieki społecznej, edukacji, stoi na straży porządku publicznego, ustala reguły postępowania i egzekwuje stosowanie się do tych reguł obywateli.
W czasie istnienia państwa liberalno-demokratycznego struktura społeczna uległa zmianie. Robotnicy stali się teraz wykwalifikowanymi specjalistami w swoich zawodach, chłopi to wyspecjalizowani producenci rolni, inteligencja to teraz kadra zarządzająca pracownikami i organizująca wytwórczość. Z państwem liberalno-demokratycznym związany jest termin „państwa dobrobytu” (welfare state). Działania państwa polegają na: podejmowaniu inicjatywy gospodarczej (w formie planowania kierunków rozwoju gospodarczego, zapobieganiu kryzysom ekonomicznym, działaniu na rzecz ograniczenia bezrobocia), rozbudowywaniu pomocy socjalnej (ubezpieczenia zdrowotne, rodzinne, społeczne), stwarzaniu „równych szans” dla wszystkich obywateli. Państwa dobrobytu to np. Wielka Brytania, Szwecja, Nowa Zelandia. Doktryna państwa dobrobytu stanowi wytłumaczenie interwencjonizmu państwowego.

## Literatura
- Gray John, Liberalizm, Kraków 1994.
- Sartori Giovanni, Teoria demokracji, Warszawa 1994.
- Zieliński Eugeniusz, Nauka o państwie i polityce, Warszawa 2001.